# Altentreptow
Altentreptow ([altn̩ˈtreːpto], bis 1939 Treptow an der Tollense) ist eine Kleinstadt im Amt Treptower Tollensewinkel im Nordosten des Landkreises Mecklenburgische Seenplatte ca. 50 km südlich von Greifswald im Land Mecklenburg-Vorpommern. Der Ort ist ein Unterzentrum in Vorpommern.

## Geographie
Altentreptow liegt 15 km nördlich von Neubrandenburg und 45 km südlich von Greifswald. Der Fluss Tollense fließt durch die Stadt. 
Zu Altentreptow gehören die Ortsteile Buchar, Friedrichshof, Klatzow, Loickenzin, Rosemarsow, Thalberg und Trostfelde.

## Geschichte
Das Tollensetal bei Altentreptow war schon in der Bronzezeit besiedelt. Davon zeugen archäologische Funde.

### Name
Der Name wurde erstmals als Trybethowe (1175), dann Trebutowe (ab 1191), Tributowe (1245) und schließlich ab 1254 als Treptow erwähnt. Im Jahre 1295 hieß es dann Antiquum Treptow oder Olden Treptow und im Siegel von ca. 1300 stand Tribetowa.
Der Name ist slawischer Herkunft: Treptow leitet sich einer Namensdeutung nach vom slawischen Wort drowka ab und bedeutet Wäldchen, Gehölz. Nach einer anderen Deutung stammte der Ortsname vom altpolabischen Trebotov, abgeleitet vom Personennamen Trebota. Eine weitere Deutung ist möglich: Die altslawische Wortwurzel Treb hat die Bedeutung Opfer (Opferaltar) oder auch Flachsbreche.
Die gleichnamige, ebenfalls zu Pommern gehörende und daher unterscheidende Zusätze erfordernde Stadt Treptow an der Rega in Hinterpommern wurde nach dem Zweiten Weltkrieg in Polnisch Trzebiatów umbenannt.

### Slawenzeit
Nach Abzug der germanischen Bevölkerung zur Zeit der Völkerwanderung siedelten sich Slawen an der Tollense an und errichteten dort eine Burg, die den Übergang bewachte. Sie soll sich westlich des Flusses auf einem natürlichen Hügel befunden haben. Im Zuge der Christianisierung wurde der Tempel abgerissen und eine erste Holzkirche, später die Petrikirche errichtet. Ob der Tempel von einer Wallanlage geschützt wurde oder er sich auf dem Klosterberg nördlich des Ortes befand, ist nicht erwiesen.

### Mittelalter

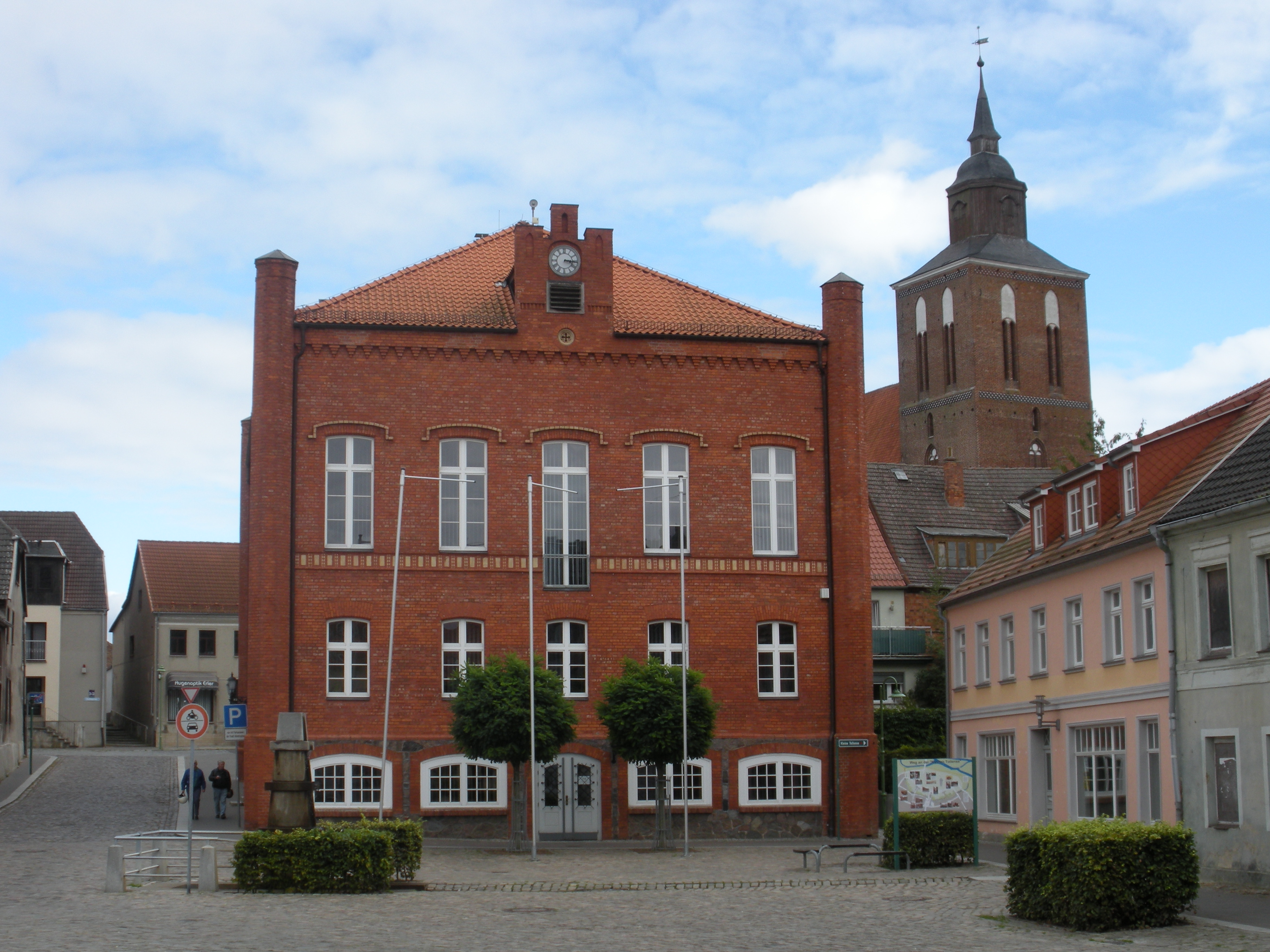
Rathaus am Marktplatz, im Hintergrund Pfarrkirche St. Petri

Im Jahre 1165 soll Kasimir I. in einer einfachen Holzkirche von Trebethowe eine Urkunde unterzeichnet haben. Er stiftete ein Nonnenkloster, welches aber nur von 1173 bis 1239 auf dem Klosterberg stand, dann nach Klatzow und schließlich in der zweiten Hälfte des 13. Jahrhunderts nach Verchen verlegt wurde.
Die erste urkundliche Erwähnung als Stadt stammt vom 18. Juni 1245, als Treptow das Stadtrecht verliehen wurde. 1286 wurde auch der Magistrat der Stadt erstmals erwähnt. Im Jahre 1292 kam der Zusatz Alt zu Treptow an der Tollense, um sich von dem Ort Treptow an der Rega abzugrenzen. Im Jahre 1295 kamen die Stadt, das Land und die Vogtei bei der Teilung Pommerns an die Stettiner Linie der Greifen. Seit 1316 hatte Altentreptow eine Fehde mit Neubrandenburg, nach zehn Jahren kam es zur Aussöhnung. Im 14. Jahrhundert gab es mehrfach Gebietsstreitigkeiten zwischen Pommern und Brandenburg, bei denen auch Treptow eine bedeutende Rolle spielte.
Die gotische St.-Petri-Kirche stammt aus den Anfängen des 14. bzw. der Hallenumgangschor des 15. Jahrhunderts. Um 1450 entstanden mit der Stadtmauer auch die drei Tore, von denen das Brandenburger Tor noch vollständig und das Demminer Tor nur im Durchfahrtsbereich besteht. Die um 1340 gebaute Große Mühle brannte 1995 ab.
Bei archäologischen Untersuchungen 2011 auf dem Klosterberg unter Leitung von Felix Biermann wurden 28 Bestattete von einem kleinen Teil des dicht belegten Friedhofs geborgen. Das Bestattungsareal war der Marienkapelle zuzuordnen und wurde im Wesentlichen im 15. Jahrhundert genutzt. Die zufällige, nicht repräsentative Stichprobe der damaligen Bevölkerung wurde anthropologisch untersucht. Es waren überwiegend ältere Menschen mit recht hoher Krankheitsbelastung, besonders der Wirbelsäule. Wegen der niedrigen Belastung mit Zahnkaries schloss man auf eher wohlhabenden Personen. Der Klosterberg diente vermutlich als Begräbnisplatz für die Insassen des St. Jürgen-Spitals, das sich 400 m westlich des Berges außerhalb der Stadt vor dem Demminer Tor befand. Die gute Bauausstattung der Marienkapelle macht deren Funktion zudem als lokales Wallfahrtsziel wahrscheinlich. Zahlreiche Funde, wie anspruchsvolle Gürtelbeschläge und Schnallen sowie eine Jakobsmuschel als Zeichen der Pilgerfahrt nach Santiago de Compostela, belegen einen gewissen Wohlstand der dort bestatteten Personen. Es sind vermutlich auch Pilger auf dem Friedhof bestattet worden. Die durchschnittliche Körperhöhe der Männer von 1,72 m und der Frauen von 1,58 m lag im normalen Bereich.

### 15.–17. Jahrhundert

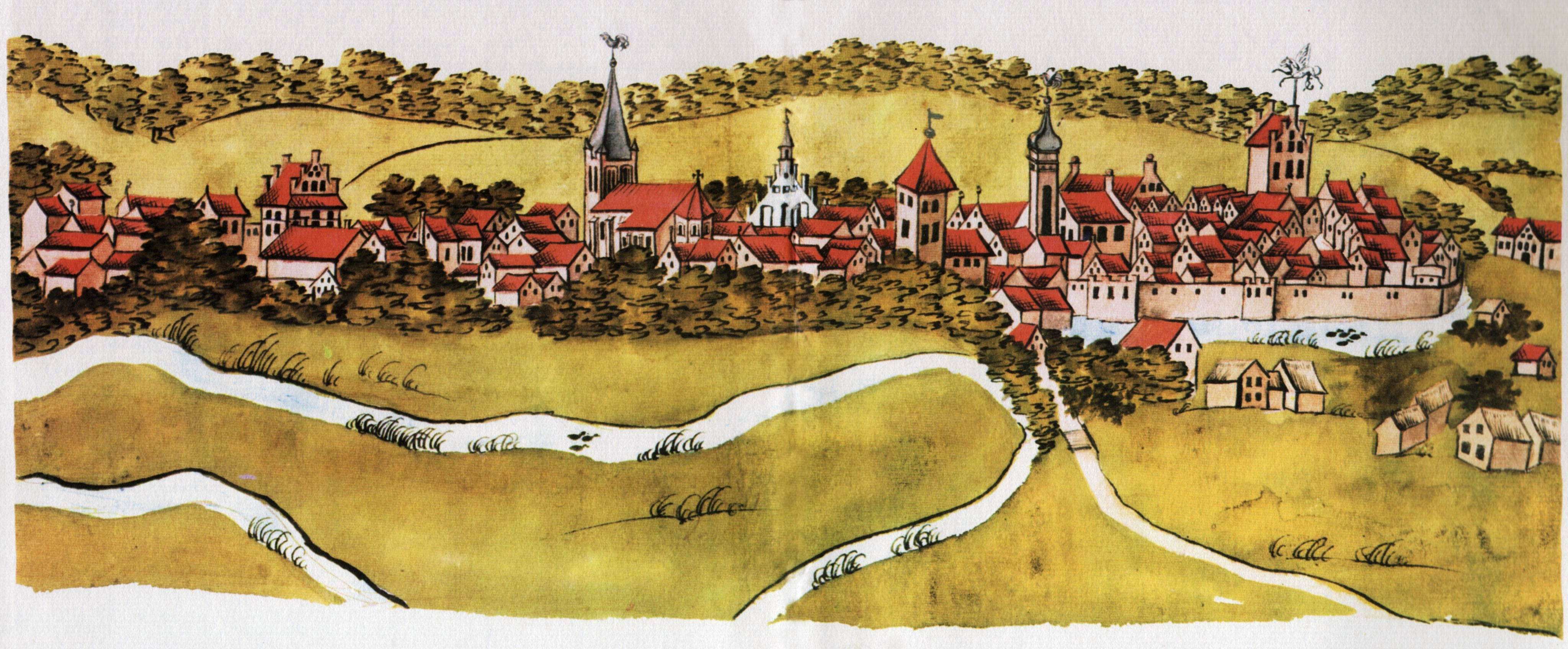
Altentreptow 1615

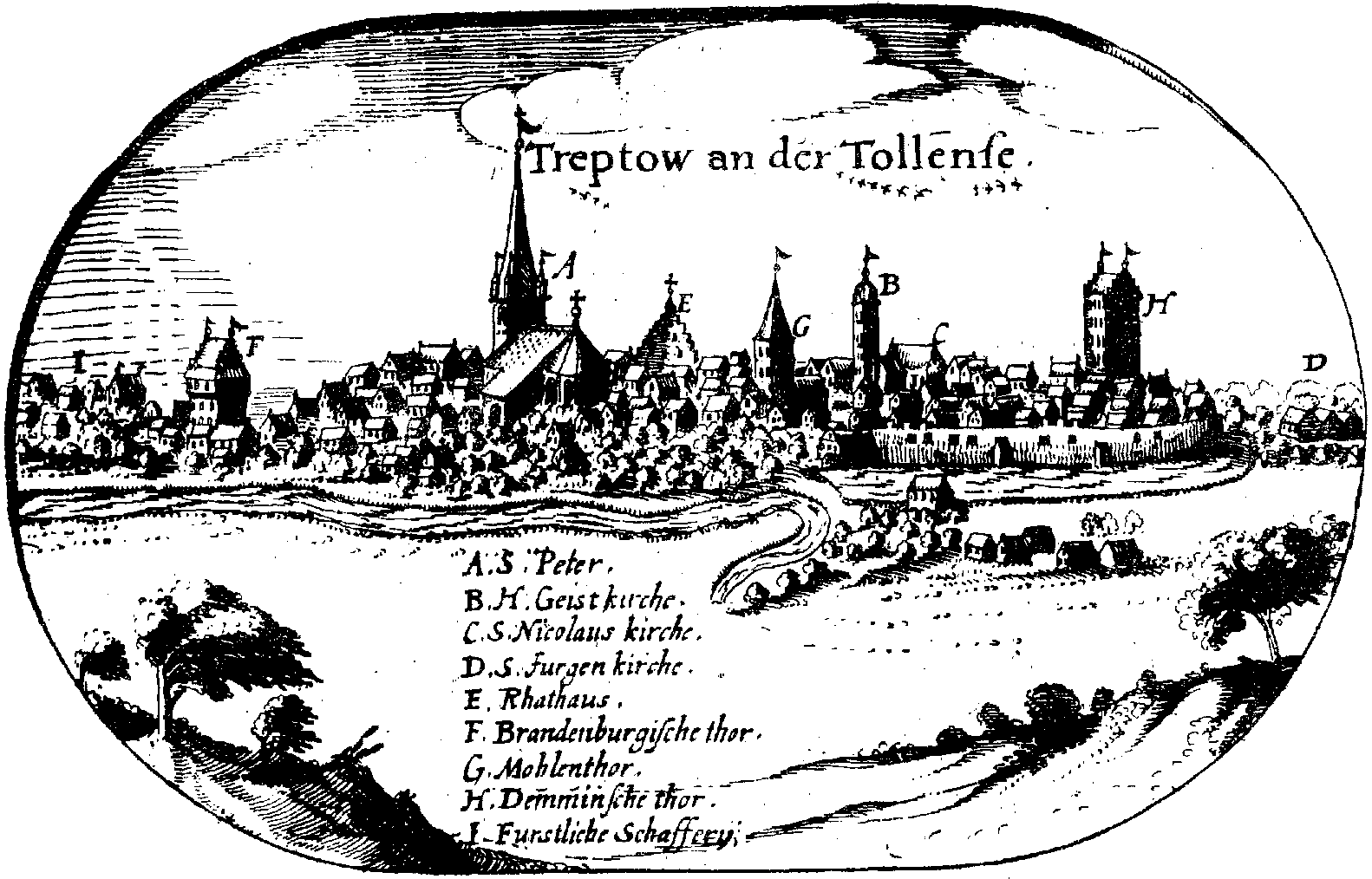
Altentreptow 1618 (Lubinsche Karte)

Karte von Altentreptow um 1750

Während des Stettiner Erbstreits im 15. Jahrhundert wurde die Stadt in Brand geschossen, wobei die halbe Stadt sowie das Rathaus Altentreptow mit allen Urkunden abbrannten. Treptow war von weiteren schweren Stadtbränden betroffen: 1527, 1569 sowie 1698.
Die kaiserlichen Truppen quartierten sich im Dreißigjährigen Krieg in der Stadt ein, wurden durch die Schweden vertrieben, kehrten wieder zurück und plünderten den Ort. Danach brannte Treptow noch zweimal und wurde nach dem Frieden von Stockholm (1720) an Preußen abgetreten, das sich weiterhin (z. B. 1759) mit Schweden Kämpfe um die pommerschen Gebiete lieferte.

### 18.–19. Jahrhundert
Im 18. Jahrhundert war die Stadt durch die ständigen Kriege total verarmt. Um neues Bau- und Gartenland zu gewinnen, wurde die Stadtmauer abgetragen. 1725 entstand das Königliche Postamt an der Demminer Straße.
Im folgenden Jahrhundert verzeichnete man eine positive Entwicklung durch den Neubau der Tollensemühle (1996 abgebrannt) und des großen Mühlenspeichers (Getreidespeicher von 1844/45). 1869 wurde ein neues Rathaus erbaut. Neben der Landwirtschaft hatten sich auch Tuchweber sowie Spinnereien angesiedelt, ebenso eine Dampfziegelei, eine Eisengießerei und eine Bierbrauerei.
Der Anschluss an die Berliner Nordbahn erfolgte 1878 und 1887 der Anschluss an die Kleinbahn Ost nach Demmin, die 1945 den Betrieb einstellen musste und als Reparationsleistung an die Sowjetunion demontiert wurde. Außerdem wurden eine Schule, eine Bank, ein Hospital, ein Kindergarten (1879) und eine neue Post (1895) eingeweiht. Eine Molkereigenossenschaft wurde 1888 gegründet (Neubau von 1995). Am Ende des 19. Jahrhunderts entstand das prägende Gebäude Bahnhofsstraße 15 als Bahnhofshotel, welches nach 1945 als Krankenhaus diente und weiter ausgebaut wurde.
Einen weiteren Fortschritt machte die Stadt 1916 durch den Anschluss an das Stromnetz. In den folgenden Jahren wurden zahlreiche neue Gebäude errichtet oder saniert.

### Neuere Zeit

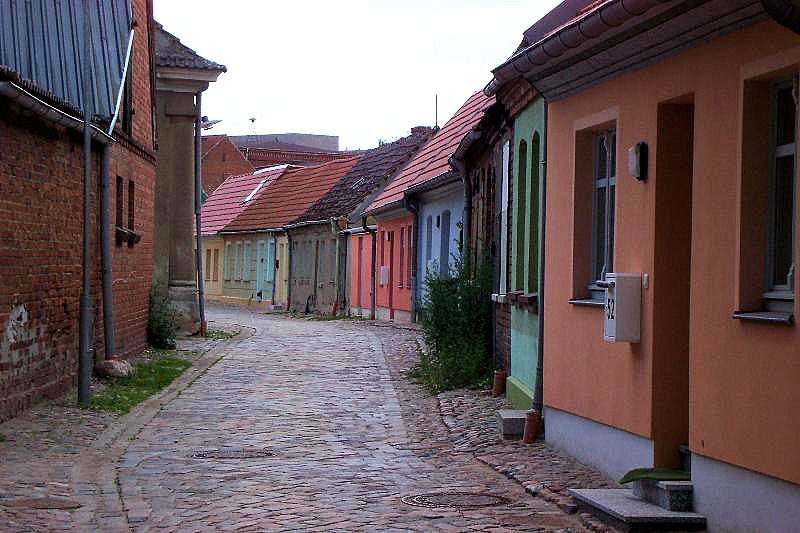
Mauerstraße am Demminer Tor

Bis zum 26. Januar 1939 lautete die offizielle Bezeichnung der Stadt Treptow a. Tollense oder verkürzt Treptow a. Toll.
Von 1960 bis 1985 entstand ein großes Wohngebiet mit 1.049 Wohnungen in Plattenbauweise. Mitte der 1960er Jahre wurde die alte Volksschule in der Oberbaustraße zu einem Altenheim umgebaut und 1972 der Tierpark eröffnet.
Nach der politischen Wende wurde ab 1991 der historische Stadtkern mit der Kleinen Tollense und dem Rathaus im Rahmen der Städtebauförderung grundlegend saniert. Auch das Wohngebiet wurde saniert und umgestaltet. 2002 wurde durch den Landesbaupreis die Realisierung der Renaturierung der Kleinen Tollense in Altentreptow lobend gewürdigt. Am Klosterberg wurde 2001 ein modernes Krankenhaus mit 108 Betten eingeweiht. Zwischen 1990 und 2018 verlor Altentreptow im Zuge des allgemeinen demographischen Wandels in Deutschland sowie der den ländlichen Raum beeinträchtigenden wirtschaftlichen Umstrukturierung mit rund 2.500 Personen etwa 32 % seiner Einwohnerschaft.
Von 1952 bis 1994 war Altentreptow Kreisstadt des gleichnamigen Kreises (bis 1990 im DDR-Bezirk Neubrandenburg, danach im Land Mecklenburg-Vorpommern). 1994 wurde die Stadt in den Landkreis Demmin eingegliedert. Seit der Kreisgebietsreform 2011 liegt die Stadt im Landkreis Mecklenburgische Seenplatte.

### Geschichte der Ortsteile
Thalberg: Gutsbesitzer waren u. a. die Familien Schrader (ab 1812) und von Bülow (1843–1933). Es wurde 1933 aufgesiedelt. Im Gutshaus aus dem 19. Jahrhundert begann Fritz Reuter mit seiner Tätigkeit als Schriftsteller.

## Bevölkerung
| Jahr | Einwohner |
| ---- | --------- |
| 1740 | 1611      |
| 1777 | 1650      |
| 1798 | 1906      |
| 1816 | 2592      |
| 1820 | 2386      |
| 1838 | 3458      |

| Jahr | Einwohner |
| ---- | --------- |
| 1850 | 4188      |
| 1862 | 4206      |
| 1889 | 4364      |
| 1908 | 4429      |
| 1925 | 4500      |
| 1937 | 5500      |

| Jahr | Einwohner |
| ---- | --------- |
| 1990 | 7819      |
| 1995 | 7284      |
| 2000 | 6828      |
| 2005 | 6274      |
| 2010 | 5771      |
| 2015 | 5382      |

| Jahr | Einwohner |
| ---- | --------- |
| 2020 | 5221      |
| 2021 | 5188      |
| 2022 | 5263      |
| 2023 | 5213      |

ab 1990: Stand: 31. Dezember des jeweiligen Jahres

## Politik

### Stadtvertretung
Die Stadtvertretung von Altentreptow besteht aus 16 Mitgliedern. Die Kommunalwahl am 9. Juni 2024 führte bei einer Wahlbeteiligung von 62,9 % zu folgendem Ergebnis:
| Partei / Wählergruppe             | Stimmenanteil 2019 | Sitze 2019 |  | Stimmenanteil 2024 | Sitze 2024 |
| --------------------------------- | ------------------ | ---------- |  | ------------------ | ---------- |
| Altentreptower Wählergemeinschaft | 54,0 %             | 9          |  | 42,8 %             | 7          |
| CDU                               | 29,4 %             | 5          |  | 26,8 %             | 4          |
| AfD                               | –                  | –          |  | 16,1 %             | 2          |
| Einzelbewerber Andreas Kriegel    | –                  | –          |  | 05,9 %             | 1          |
| Senioren für Altentreptow (SfA)   | –                  | –          |  | 04,7 %             | 1          |
| SPD                               | 06,5 %             | 1          |  | 03,6 %             | 1          |
| Die Linke                         | 10,0 %             | 2          |  | –                  | –          |
| Insgesamt                         | 100 %              | 17         |  | 100 %              | 16         |

Bei der Wahl 2024 entfielen auf die AfD drei Sitze. Da sie nur zwei Kandidaten aufgestellt hatte, bleibt in der Stadtvertretung ein Sitz unbesetzt.

### Bürgermeister
- 1992–2012: Sybille Kempf (CDU)
- 2012–2021: Volker Bartl (CDU)[13]
- seit 2021: Claudia Ellgoth (parteilos)

Ellgoth wurde in der Bürgermeisterwahl am 25. April 2021 für eine Amtszeit von acht Jahren zur neuen Bürgermeisterin gewählt.

### Wappen
| Wappen der Stadt Altentreptow | Blasonierung: „In Silber auf grünem Boden, in dem sich drei silberne Bäche vor einer schwarzen Toröffnung vereinen, eine rote Burg mit einem breiten gezinnten und spitzbedachten Torgebäude, zwei gezinnten und spitzbedachten Rundtürmen mit je zwei schwarzen Spitzbogenfenstern übereinander, die Dächer besteckt mit goldenen Wetterfahnen; das Dach des Torgebäudes erklimmt links ein golden bewehrter roter Greif mit untergeschlagenem Schweif.“ |
| Wappen der Stadt Altentreptow | Wappenbegründung: In dem nach dem Siegelbild des SIGILLVM CIVITATIS ANTIQE TREPTOW CIS TOLLENSAM aus dem 15. Jh. gestalteten Wappen symbolisiert die Burg eine befestigte, wehrhafte Stadt. Die natürlichen Flussläufe stehen für die Tollense und deren Nebenarme, von denen eine die Stadt einst in Alt- und Neustadt teilte. Mit dem roten Greifen soll die Zugehörigkeit Treptows zum einstigen Herzogtum Pommern gekennzeichnet werden. Das Wappen wurde 1996 von dem Neubrandenburger Lothar Herpich neu gezeichnet und unter der Nr. 25 der Wappenrolle des Landes Mecklenburg-Vorpommern registriert. |

### Flagge
Die Flagge wurde am 6. Juli 1995 durch das Ministerium des Innern genehmigt.
Die Flagge ist längs gestreift von Rot, Weiß und Grün. Der rote und der grüne Streifen nehmen je ein Viertel, der weiße Streifen nimmt die Hälfte der Höhe des Flaggentuchs ein. In der Mitte des weißen Streifens liegt das Stadtwappen, das vier Neuntel der Höhe des Flaggentuchs einnimmt. Die Länge des Flaggentuchs verhält sich zur Höhe wie 5:3.

### Dienstsiegel
Das Dienstsiegel zeigt das Stadtwappen mit der Umschrift „STADT ALTENTREPTOW“.

### Städtepartnerschaften
- Meldorf (Schleswig-Holstein)

## Sehenswürdigkeiten

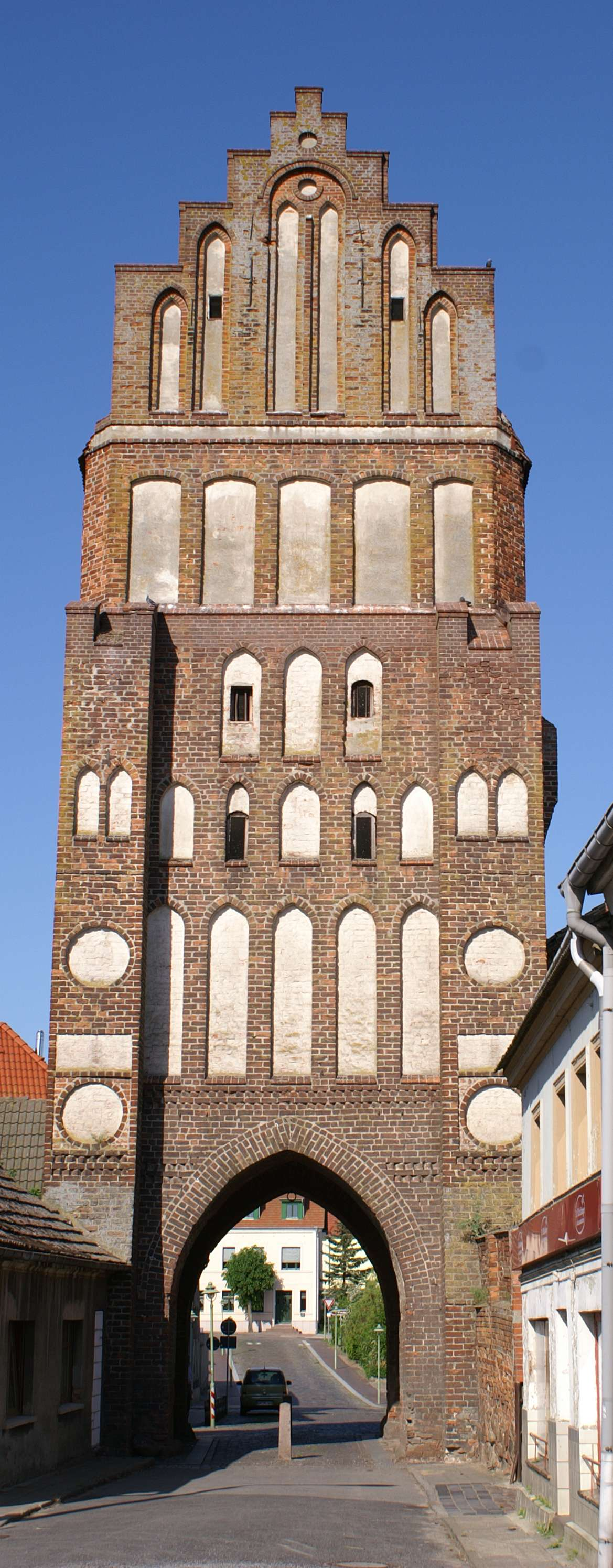
Brandenburger Tor

- Historische Altstadt mit der kanalisierten Kleinen Tollense, dem Markt und den Stadttoren. Bemerkenswert sind die Fachwerkhäuser Oberbaustraße 26 (1663 und 1823) und die Alte Schule in der Reitbahn von 1804
- St.-Petri-Kirche, stattlicher Bau der Backsteingotik aus dem 14. und 15. Jahrhundert, 1865 durch Friedrich August Stüler restauriert, Hallenschiff mit vier Jochen aus dem 14. Jahrhundert, Hallenumgang aus der ersten Hälfte des 15. Jahrhunderts, quadratischer Westturm aus dem 14/15. Jahrhundert
  - Schnitzaltar mit 40 Heiligen-Figuren aus der zweiten Hälfte des 15. Jahrhunderts
  - Fenster mit Glasmalereien von Alexander Teschner und Louis Müller
  - Buchholz-Orgel von 1812, durch Barnim Grüneberg 1865 erweitert
- Spitalkapelle St. Jürgen vor dem Demminer Tor aus dem 15. Jahrhundert
- Kirche Loickenzin
- Stadttore Brandenburger Tor (um 1450) und Demminer Tor (um 1450)
- Fritz-Reuter-Haus: Fritz Reuter lebte und wirkte von 1850 bis 1856 in der Stadt als Lehrer, Maler, Dichter und von 1853 bis 1856 als Stadtverordneter sowie 1856 als leitender Redakteur eines Wochenblattes
- Rathaus von 1869
- Mühlenspeicher Altentreptow von 1844/45, Mühlenstraße 16
- Klosterberg mit dem Kultur- und Sportzentrum sowie dem Turnplatz mit dem Denkmal für Fritz Reuter, der diesen Platz 1850 schuf
- Großer Stein am Klosterberg, auch Bismarck-Stein, größter noch existierender Findling auf dem norddeutschen Festland mit etwa 450 Tonnen Gewicht
- Schusterstein (bei Rosemarsow), weiterer Findling mit rund 121 Tonnen Masse
- Ehrenmal für die Opfer des Faschismus auf dem Klosterberg, 1990 beseitigt, Gedenkplatte in der Heimatstube
- Auenlandschaft der Tollense.

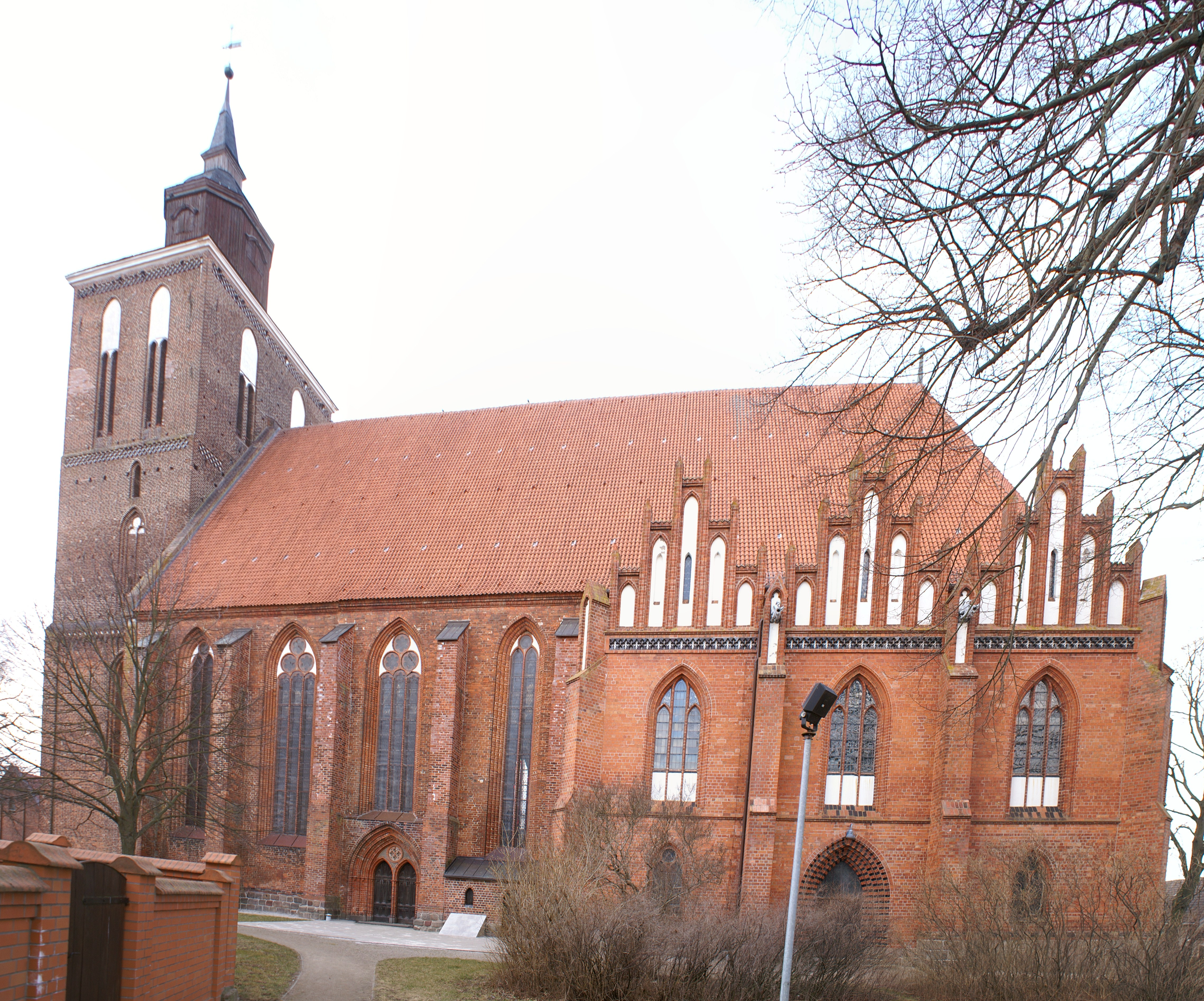
Evangelische Petrikirche
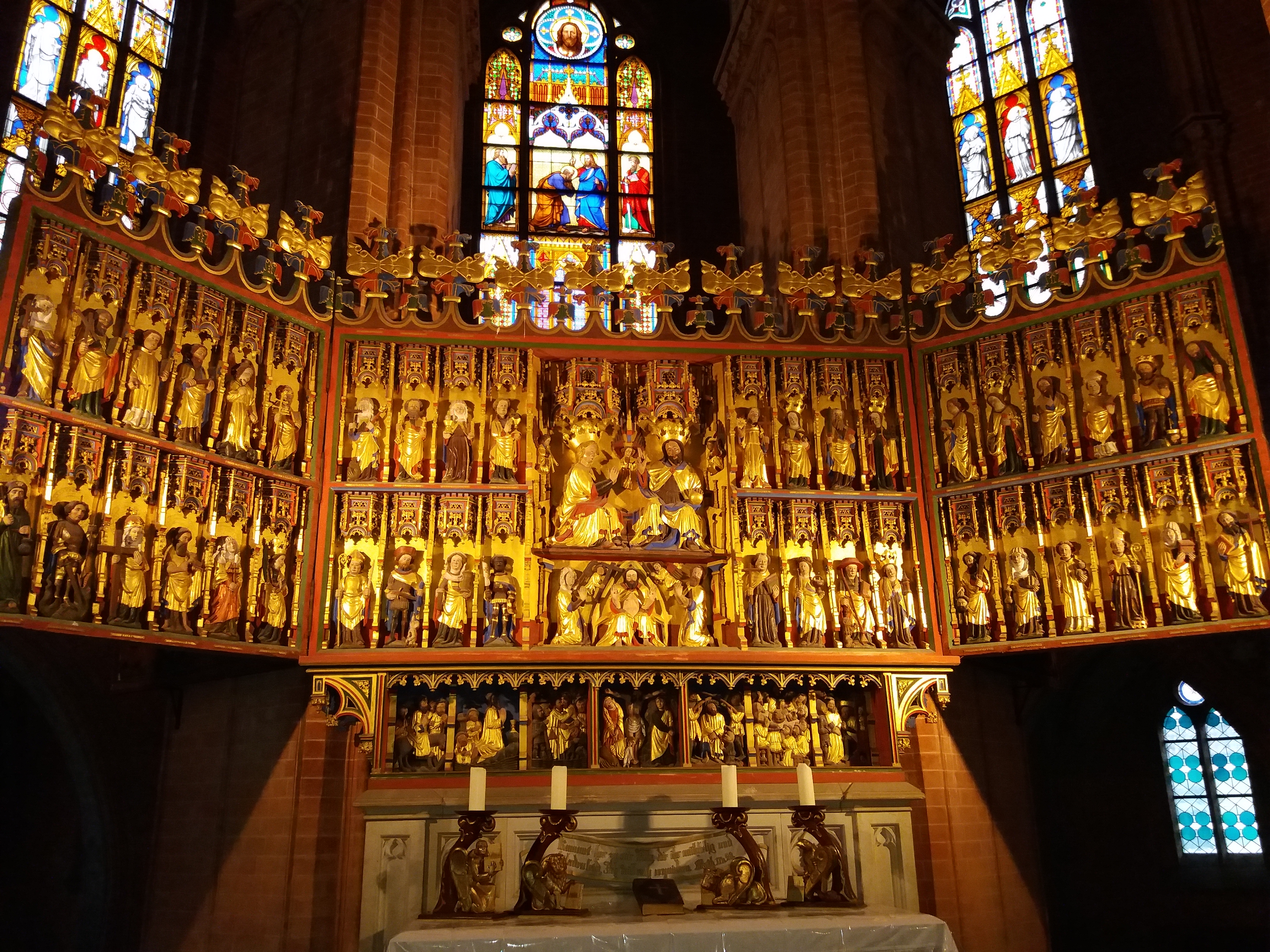
Geöffneter Schnitzaltar der St. Peter-Kirche in Altentreptow (zweite Hälfte des 15. Jahrhunderts)
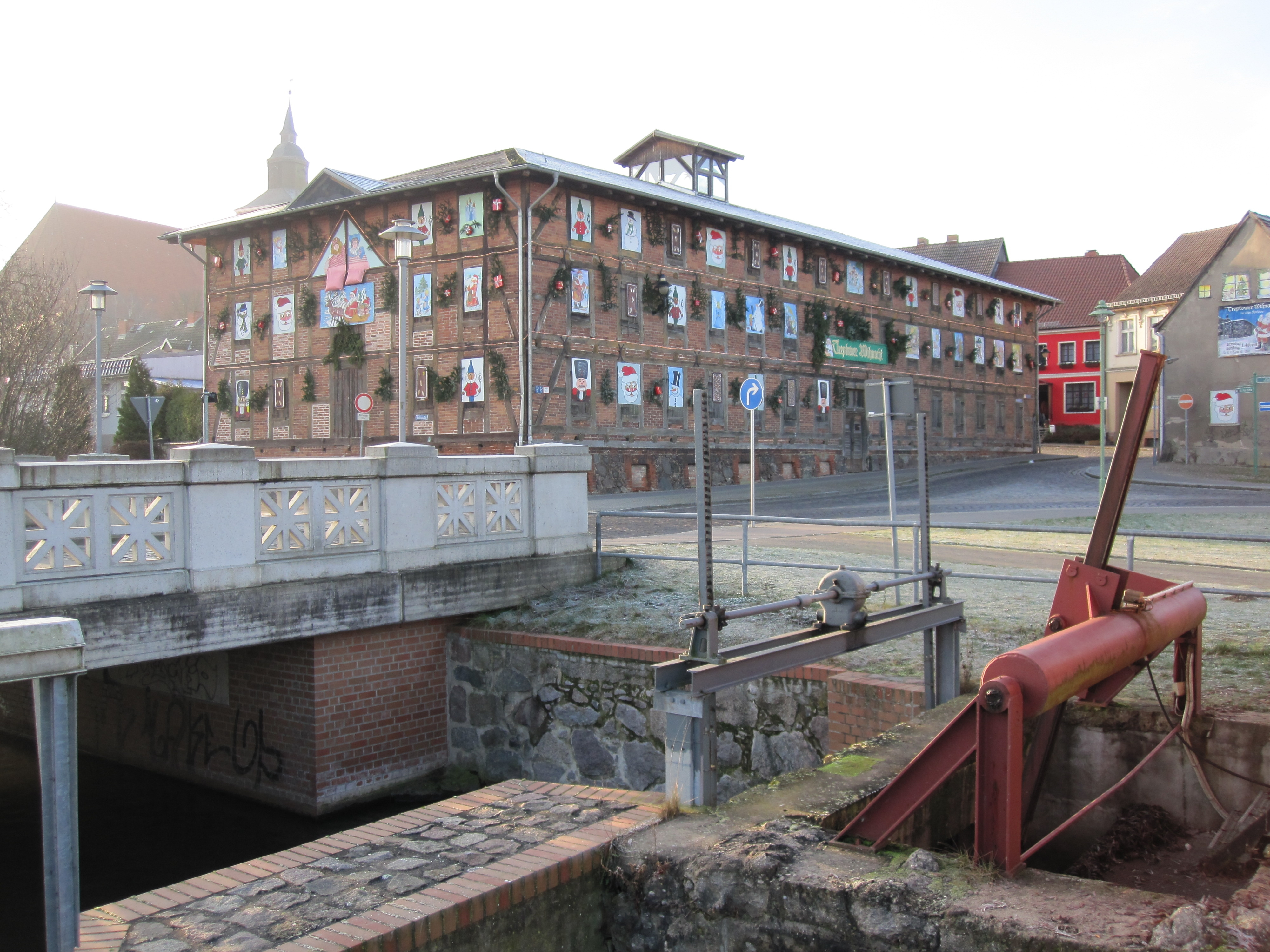
Mühlenspeicher an der Tollense mit Weihnachtsschmuck
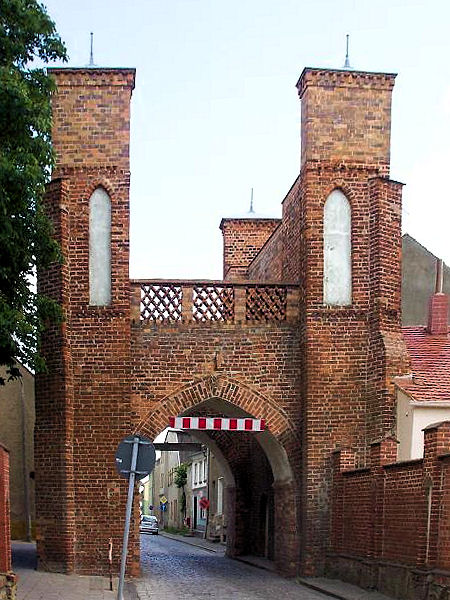
Demminer Tor
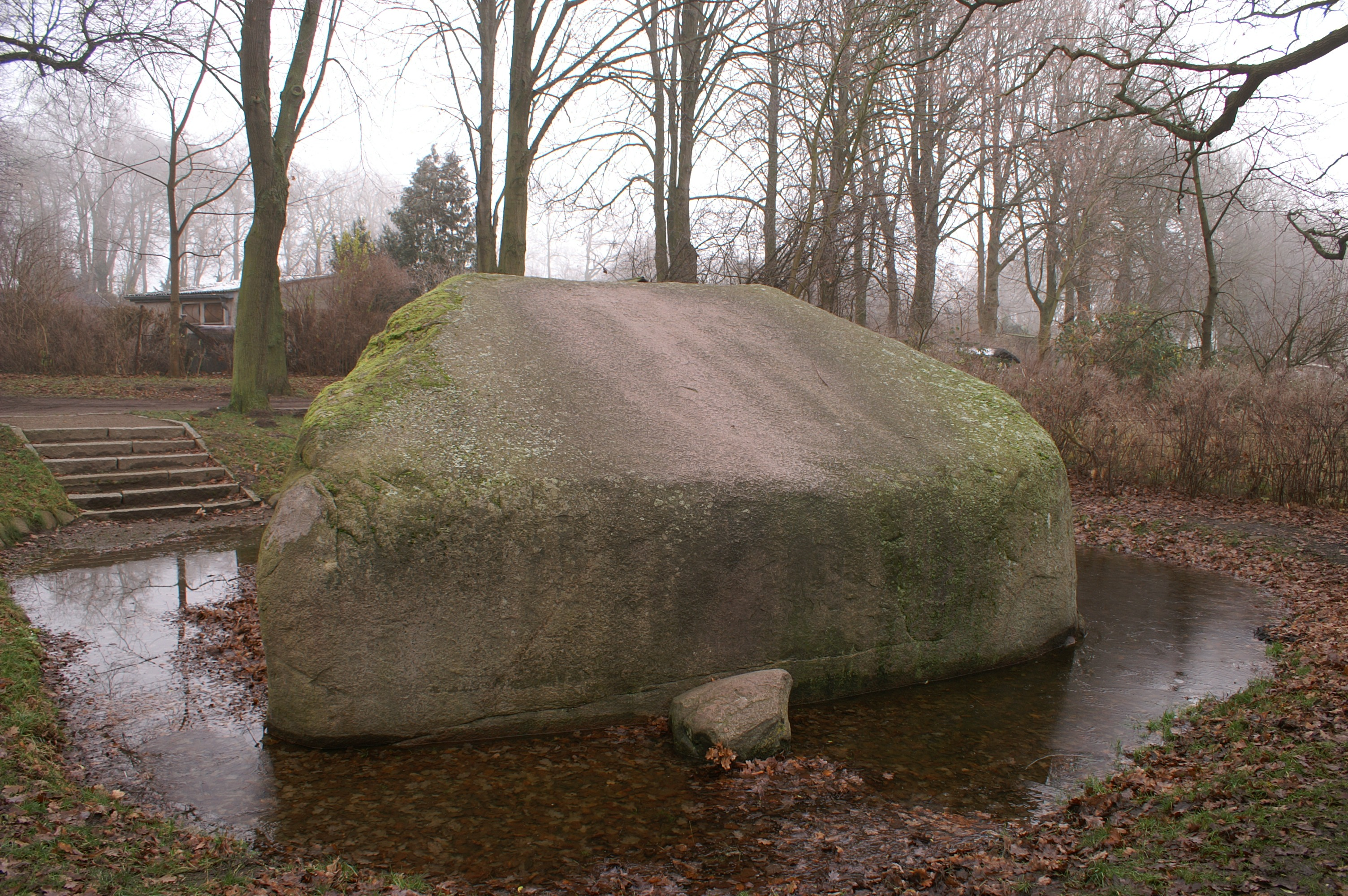
Großer Stein

## Infrastruktur

### Kultur
- Klubkino des Landesverbandes Filmkommunikation Mecklenburg-Vorpommern mit regelmäßigem Programmkinoprogramm. Ab 1914 gab es ein Lichtspielhaus mit 250 Sitzen in der Kaiserstraße.
- Musikschule Altentreptow, 1991 gegründet, 1992 nach Demmin erweitert. Seit 1994 existiert sie als Musikschule Altentreptow/Demmin in Trägerschaft eines eingetragenen Vereins.

### Wirtschaft
- Molkereigenossenschaft von 1888 mit dem Neubau von 1995 und einer Produktion von Käse und Molkereiprodukten aus ca. 320 Mio. kg Milch pro Jahr. Der Betrieb gehört heute zur Humana Milchunion.
- Mittelständische Metallbau-, Logistik-, Handwerks- und Baubetriebe

### Verkehr
In Altentreptow kreuzen sich die Landesstraßen 35 zwischen Jarmen und Neubrandenburg (bis 2005 Bundesstraße 96) und 273 zwischen Stavenhagen und Friedland. Die nächstgelegene Autobahnanschlussstelle ist Altentreptow an der A 20 zwischen Rostock und Neubrandenburg (etwa 6 km östlich der Stadt).
Der Bahnhof Altentreptow liegt an der Bahnstrecke Berlin–Stralsund. Er wird von der Regional-Express-Linie RE 5 (Stralsund – Berlin-Südkreuz) bedient. In der ersten Hälfte des 20. Jahrhunderts war Altentreptow Endstation für die beiden Hauptstrecken der Demminer Bahnen. Die schmalspurigen Strecken, zu denen ein 220 Meter langes Viadukt über die Tollense gehörte, wurden 1945 abgebaut und als Reparationsleistung in die Sowjetunion transportiert.
Verbindungen in die umliegenden Ortschaften bestehen mit den regionalen Bussen der MVVG.

### Bildung
- Grundschule „Am Klosterberg“, Karlsplatz 7
- Kooperative Gesamtschule (KGS) Altentreptow, Gymnasium mit Regionaler Schule, Pestalozzistraße 1
- Lea-Toll-Schule, Schule mit Förderschwerpunkt Lernen, Poststraße 1
- Schule mit Förderschwerpunkt Geistige Entwicklung, Westphalstraße 3
- Musikschule Altentreptow/Demmin mit Sitz in Altentreptow

### Medizinische Einrichtungen
- Dietrich-Bonhoeffer-Klinikum Altentreptow mit Schwerpunkten Orthopädie und Innere Medizin

### Sport
- Fußball: FSV 90 Altentreptow
- Boxen: SG Aufbau Altentreptow
- Handball: HV Altentreptow
- Judo: JC ´94 Altentreptow e. V.

## Persönlichkeiten

### Söhne und Töchter der Stadt
Altentreptow
- Johann Christoph Droysen (1773–1816), Feld- und Garnisonsprediger
- Karl Held (1830–1870), evangelischer Theologe
- Richard Schröder (1838–1917), Rechtswissenschaftler
- Karl Adam (1849–1916), niederdeutscher Autor
- William Cohn (1866–1943), Kaufmann und Abgeordneter (DDP)
- Wilhelm Hentschel (1874–1928), Heimatdichter[18]
- Albert Grzesinski (1879–1947), Politiker (SPD), preußischer Innenminister 1926–1930
- Werner Fricke (1927–2020), Professor für Anthropogeographie der Universität Heidelberg, Afrikaforscher[19]
- Manfred Schmidt (1929–2005), Politiker (CDU)
- Reinhard Buthmann (* 1951), Historiker
- Gertraud Wendlandt (1951–2023), Bildhauerin
- Ilse Kaschube (* 1953), Kanutin
- Barbara Borchardt (1956–2023), Politikerin (Die Linke)
- Bodo Krumbholz (* 1958), Politiker (SPD)
- Thomas Kuzio (* 1959), Glaskünstler
- Olaf Burmeister (* 1960), Schauspieler
- Christine Wachtel (* 1965), Leichtathletin
- Grit Kalies (* 1968), Physikochemikerin und Schriftstellerin
- René Bobzin (* 1973), Koch

Heutige Ortsteile
- Benigna Schultzen (im 17. Jahrhundert–nach 1711), in einem Hexenprozess angeklagt, in Klatzow geboren
- Burghardt Arndorfer (1948–2021), Politiker (CDU), in Loickenzin geboren

### Mit Altentreptow verbundene Persönlichkeiten
Altentreptow
- Fritz Reuter (1810–1874), Schriftsteller, lebte in Treptow
- Ernst Flügel (1844–1912), Komponist, Lehrer in Treptow
- Otto Wangemann (1848–1914), Organist und Gesangslehrer in Treptow
- Theo Malade (1869–1944), Arzt in Treptow
- Erna Kaiser (1917–2010), 1940–1978 Hebamme in Altentreptow, 1995 Ehrenbürgerin der Stadt[20]
- Hartmut Mechtel (* 1949), Schriftsteller, Lokalredakteur in Altentreptow
- Sebastian Zbik (* 1982), Boxer, begann mit dem Boxen in Altentreptow

Heutige Ortsteile
- Fritz Peters (1819–1897), Landwirt und Fachautor, lebte in Thalberg